# Julachak Jakrapong
 (octobre 2019).
Julachak Jakrapong ou Chalachak Chakrabongse ou Hugo Chula Alexander Levy (thaï : จุลจักร จักรพงษ์  ou ฮิวโก้ จุล อเล็กซานเดอร์ เลวี), né le 6 août 1981 à Londres, est un chanteur, compositeur et acteur thaïlandais.

## Biographie
Ses ancêtres sont de la famille royale.
Il est le fils de Narisa Chakrabongse, une éditrice, écrivaine et militante écologiste.
Le 16 février 2016, il fait la Une du magazine Who? no 204.

## Discographie
- 2011 : Old Tyme Religion
- 2014 : Deep In The Long Grass
- 2017 : ดำสนิท

## Filmographie
- 2002 : 999-9999 (ต่อ ติด ตาย)[5]
- 2013 : Young Bao (ยังบาว)
- 2016 : Deadstock